# Cross Wiber: Cyber Combat Police
Cross Wiber: Cyber Combat Police (クロス ワイバー) est jeu vidéo d'action et de plates-formes sorti en 1990 sur PC Engine. Développé et édité par Face Corporation, il s'agit de la suite de Cyber Cross, sorti en 1989.

## Système de jeu
Cross Wiber reprend le principe de son prédécesseur. Il mêle différents genres : action, plates-formes ainsi que quelques phases de shoot them up sur une moto volante. Le jeu comporte douze niveaux dont deux sous forme de shoot them up. Le joueur peut utiliser trois armes différentes : un pistolet, un boomerang et une épée. Chacune de ces armes peut être améliorée sur plusieurs niveaux (au total, six pour le pistolet, et trois pour chacune des deux autres armes).

## Histoire
Le joueur dirige un policier du Cyber Combat Police qui doit arrêter le Dr. Sozumi. Il est à noter que l'univers du jeu s'inspire très clairement de la série X-Or[réf. nécessaire] avec un héros policier revêtant une armure de combat pour combattre le crime.